# Nowy Kawęczyn (gmina)

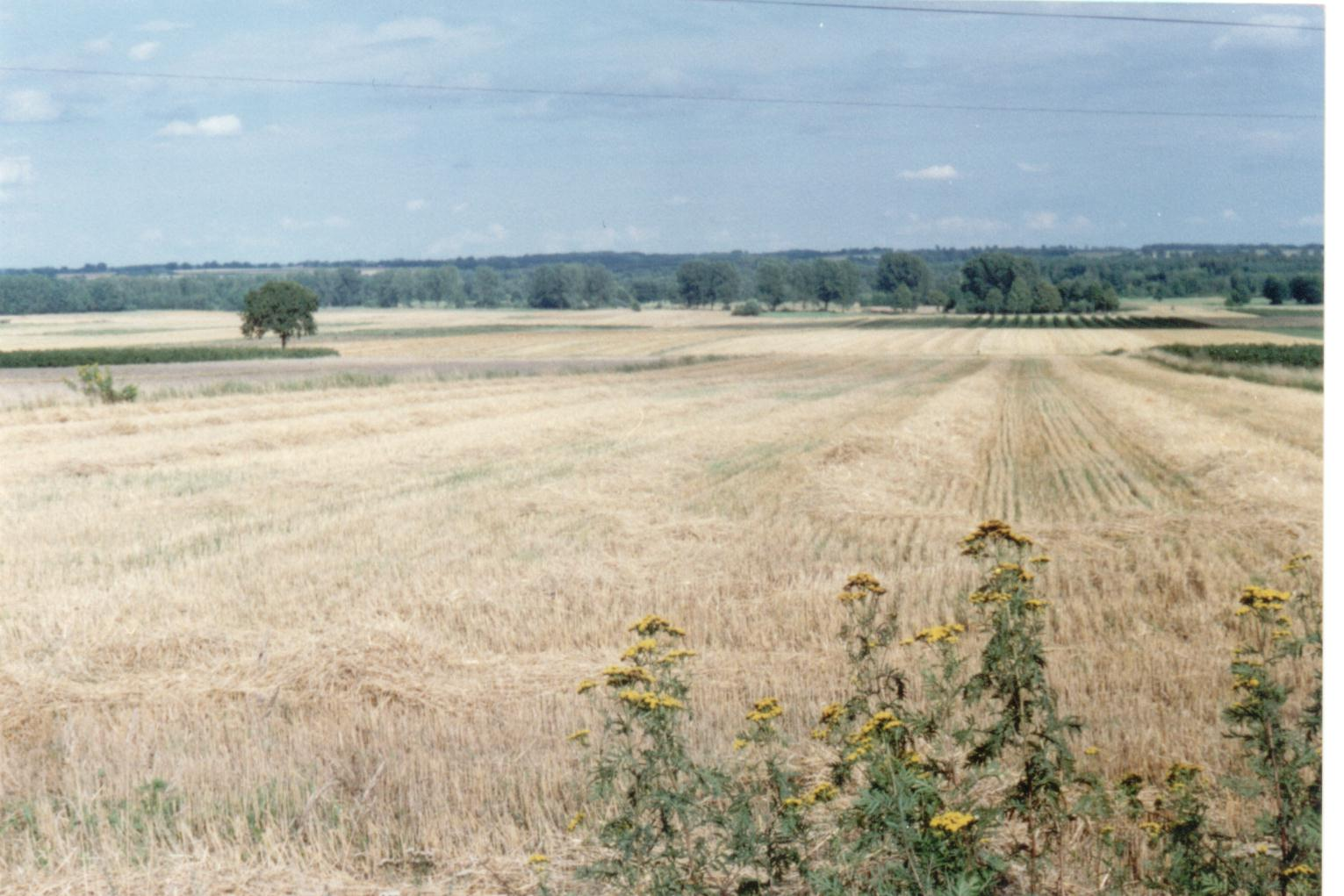
Typowy krajobraz gminy Kawęczyn Nowy – pola uprawne (na zdjęciu – w okolicy Starej Rawy)

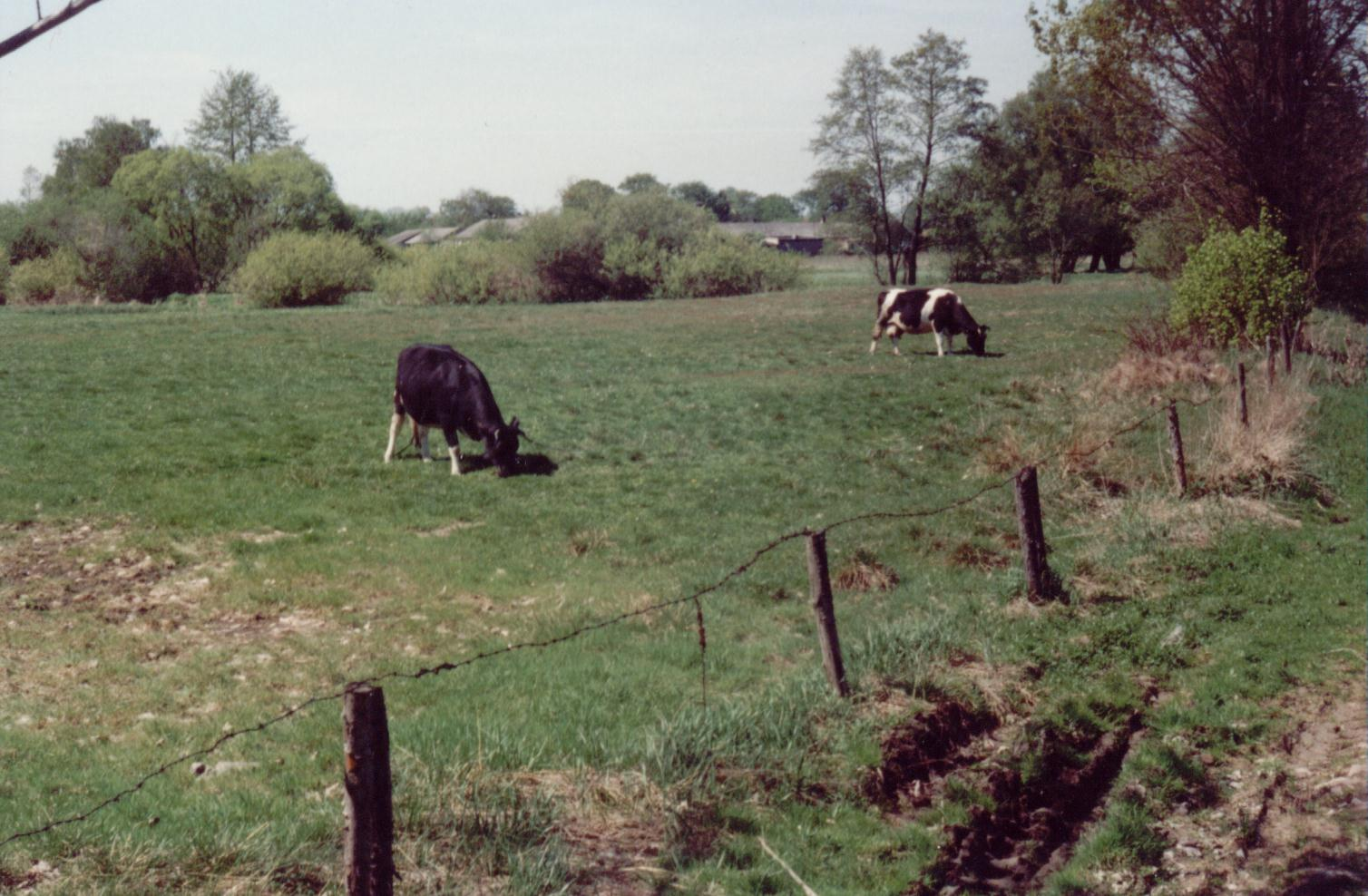
Typowy krajobraz gminy Kawęczyn Nowy – łąki (na zdjęciu – w okolicy Nowego Dworu)

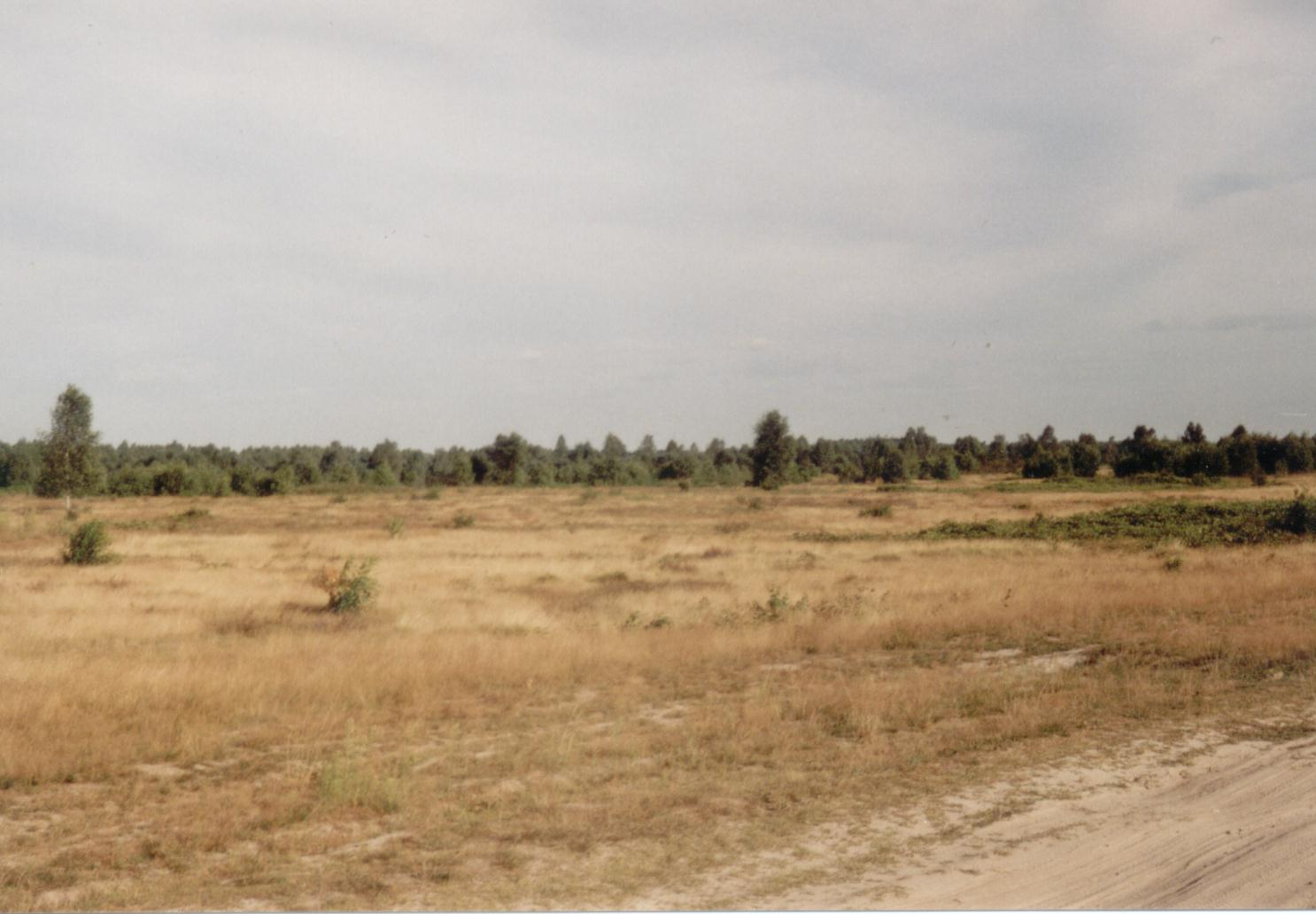
Stepowy krajobraz poligonu wojskowego w Raduczu

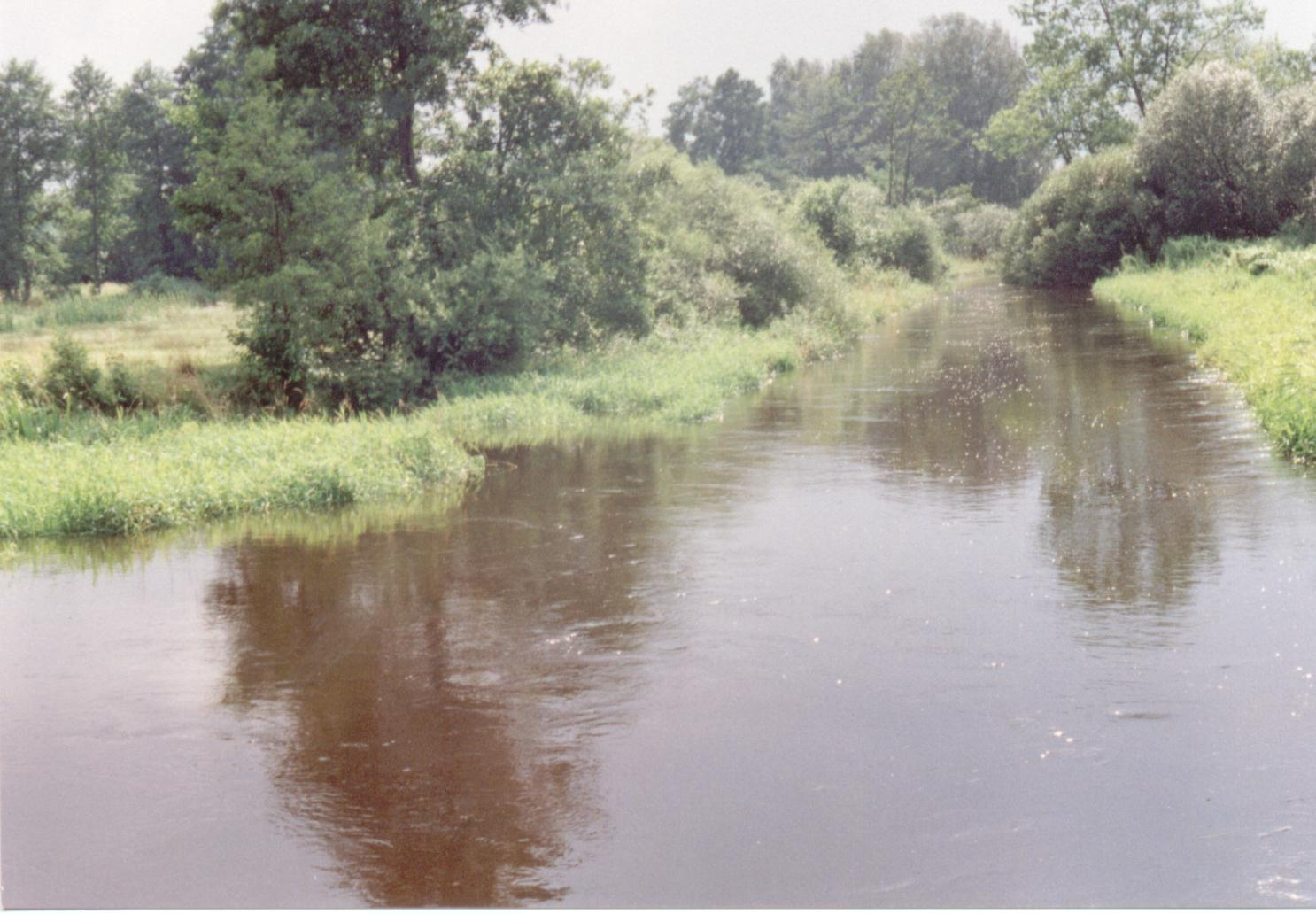
Przepływająca przez teren gminy rzeka Rawka (na zdjęciu – w Nowym Dworze)

Nowy Kawęczyn (do 1953 gmina Doleck; 1953-54 gmina Kawęczyn Nowy) – gmina wiejska w województwie łódzkim, w powiecie skierniewickim. W latach 1975–1998 gmina położona była w województwie skierniewickim.
Siedziba gminy to Nowy Kawęczyn.
Na terenie gminy znajdują się 22 sołectwa.
31 grudnia 2010 gminę zamieszkiwało 3318 osób. Natomiast według danych z 31 grudnia 2019 roku gminę zamieszkiwało 3370 osób.

## Położenie
Gmina Nowy Kawęczyn leży na Równinie Łowicko-Błońskiej, w północno-wschodniej części województwa łódzkiego w odległości ok. 70 km na południowy zachód od Warszawy.
Przez teren gminy przebiega droga wojewódzka nr 707.

## Powierzchnia
Gmina Nowy Kawęczyn zajmuje powierzchnię 104,41 km², co stanowi 13,81% powierzchni powiatu skierniewickiego.
Główną rzeką przepływającą przez teren gminy jest Rawka. Poza tym przez gminę przepływa pewna liczba strumieni, zwykle nienazwanych, stanowiących dopływy tej rzeki.

### Rzeźba terenu
Obszar gminy Nowy Kawęczyn reprezentuje typ rzeźby polodowcowej, ukształtowanej przez trzykrotne nasunięcia lądolodów w plejstocenie. Ostatni lądolód czwartorzędowy pozostawił w podłożu pokrywę utworów gliniastych i piaszczysto-żwirowych o miąższości 30–100 m.
Obszar gminy leży na terenie równinnym, przy czym teren łagodnie wznosi się w miarę oddalania się od rzeki Rawki. Ogólnie wahania wysokości terenu nie przekraczają kilkunastu metrów. Gmina położona jest na wysokości ok. 140–150 m n.p.m.

### Struktura powierzchni
Gmina jest typową gminą rolniczą, stąd największą część obszaru – 78% zajmują użytki rolne, a po tym użytki leśne – 15%
Na terenie gminy znajdują się tereny przyrodnicze objęte ochroną rezerwatową, są to Bolimowski Park Krajobrazowy i Rezerwat Przyrody Rawka.
Szczegółowa struktura użytkowania ziemi
| rodzaj                                    | powierzchnia (w ha) |
| ----------------------------------------- | ------------------- |
| grunty orne                               | 6831                |
| sady                                      | 465                 |
| łąki                                      | 550                 |
| pastwiska                                 | 190                 |
| lasy                                      | 1705                |
| drogi, wody, pozostałe grunty i nieużytki | 700                 |

## Demografia

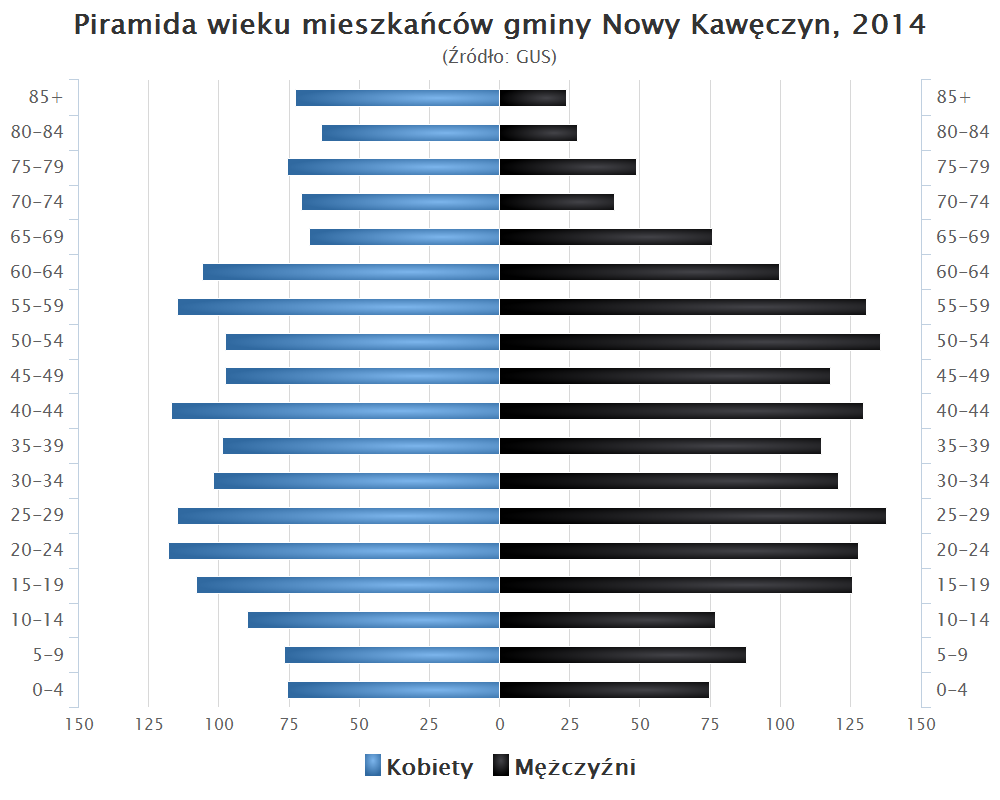
Piramida wieku mieszkańców gminy Nowy Kawęczyn w 2014 roku

Dane z 31 grudnia 2010:
| Opis                              | Ogółem | Ogółem | Kobiety | Kobiety | Mężczyźni | Mężczyźni |
| --------------------------------- | ------ | ------ | ------- | ------- | --------- | --------- |
| Jednostka                         | osób   | %      | osób    | %       | osób      | %         |
| Populacja                         | 3318   | 100    | 1660    | 50      | 1658      | 50        |
| Gęstość zaludnienia [mieszk./km²] | 32     | 32     | 16      | 16      | 16        | 16        |

## Roślinność

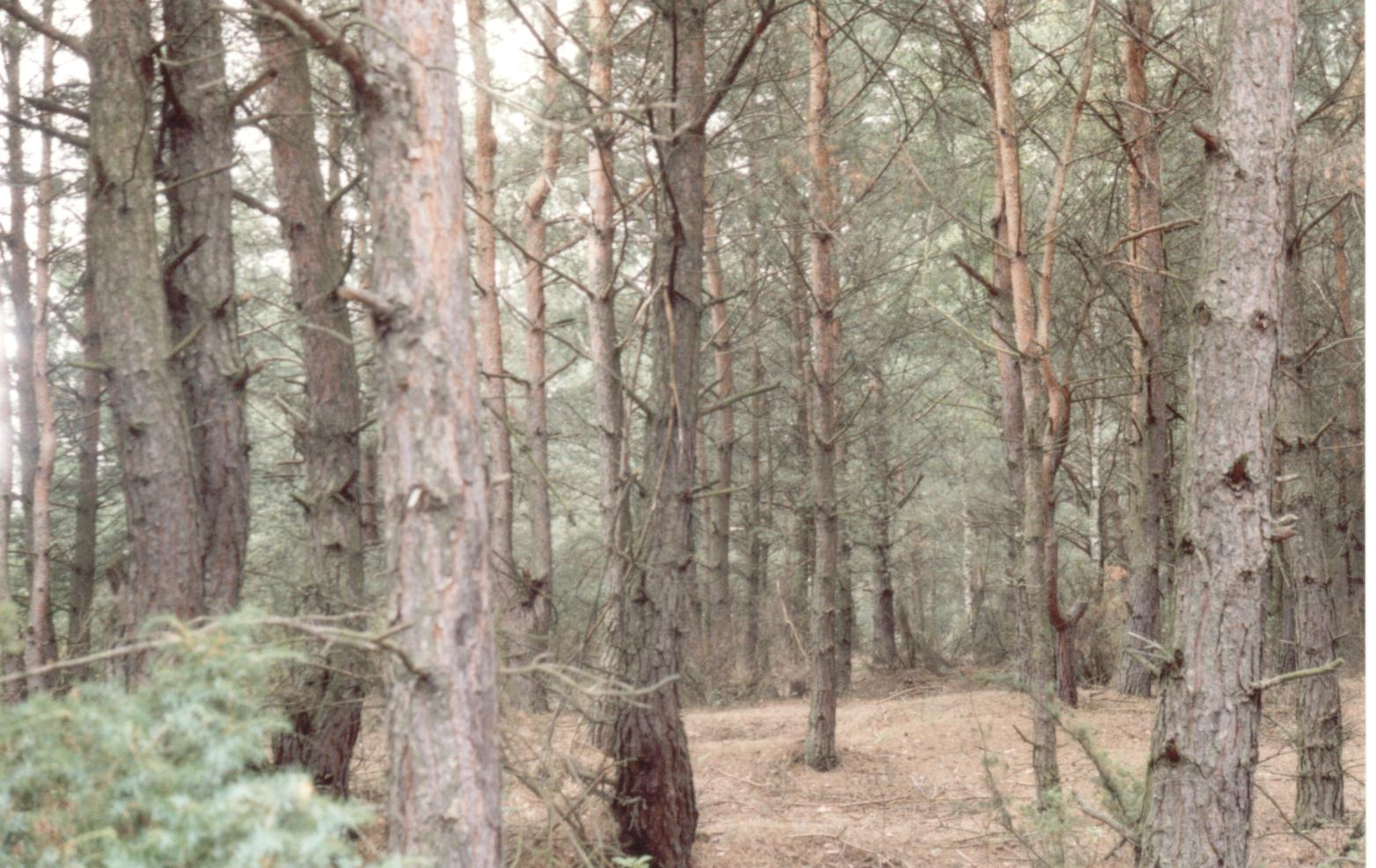
Las sosnowy na terenie gminy

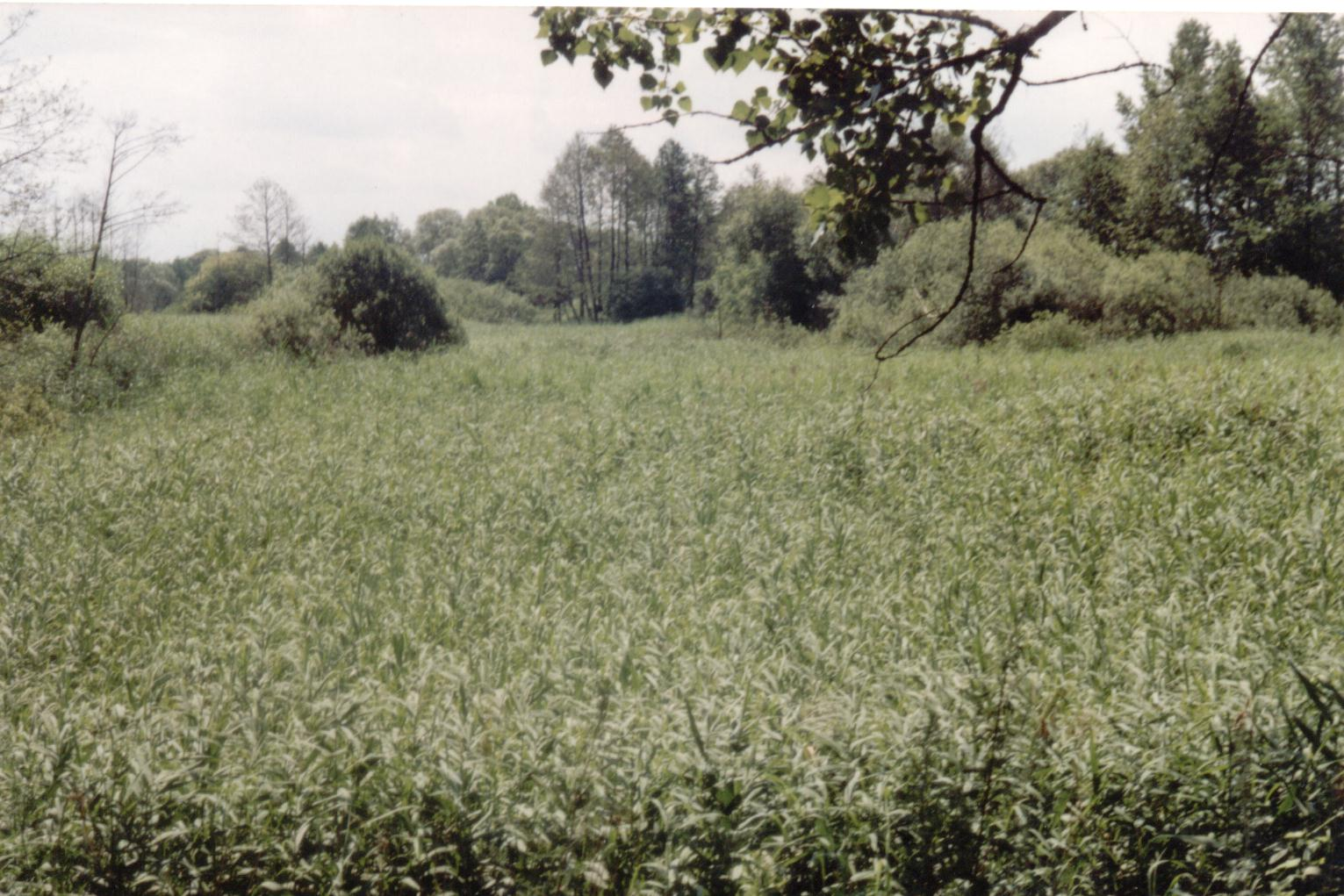
Bagna w okolicy Nowego Dworu i Raducza

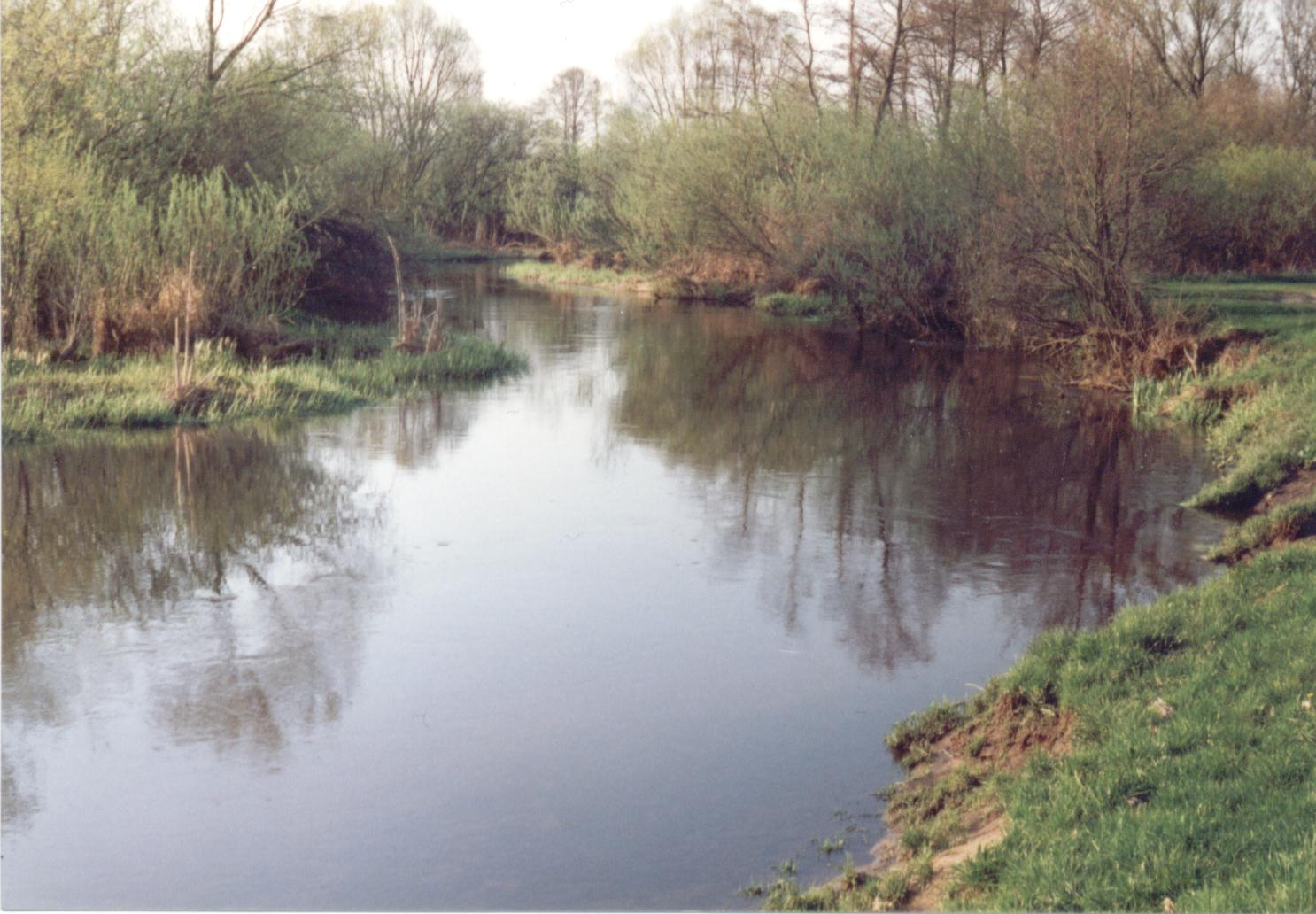
Rzeka Rawka

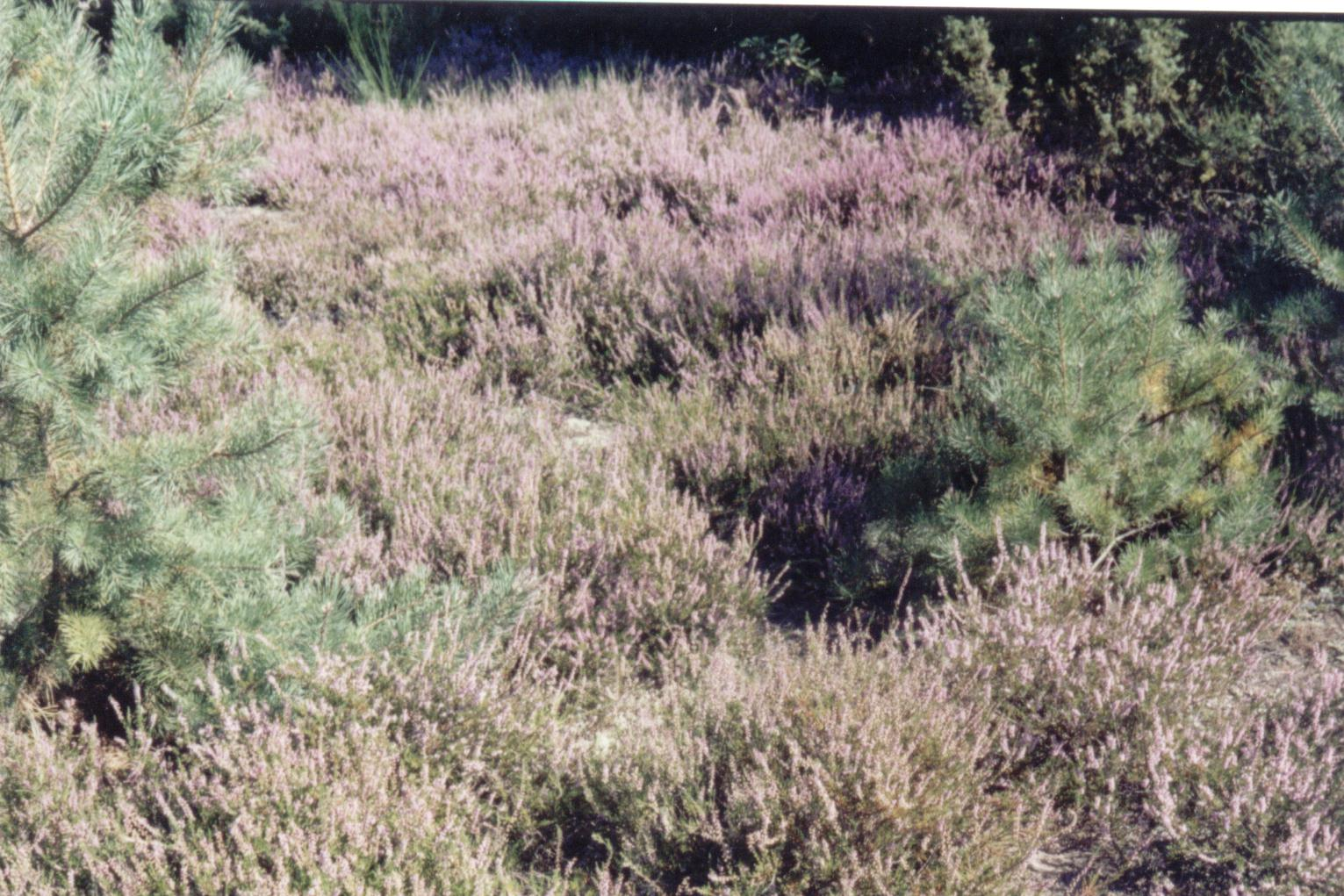
Wrzosowisko na poligonie w Raduczu

Poza obszarami gruntów ornych i sadów na terenie gminy dominuje roślinność naturalna. Stanowią ją głównie lasy, łąki i pastwiska.
Na terenie gminy rosną dość młode, ok. 40-50-letnie lasy sosnowe z domieszką brzozy, zajmujące zwykle niewielkie tereny, do obszary kilkuset hektarów, brak jest natomiast dużych, zwartych kompleksów leśnych.
Część dawnych obszarów rolnych stanowią obecnie nieużytki porośnięte przez klony, krzewy, rośliny kwiatowe oraz trawy, osty i inne chwasty.
Między Nowym Dworem a Raduczem znajdują się niewielkie bagna, powstałe na miejscu dawnych, jeszcze przedwojennych, stawów hodowlanych oraz na rozlewiskach rzeki Rawki. Są one porośnięte typowymi dla tego ekosystemu roślinami, głównie trzcinami i olchami. Obecnie z powodu obniżania się poziomu wód gruntowych bagna stopniowo wysychają.
Przez teren gminy Kawęczyn Nowy przepływa rzeka Rawka. Cała ta rzeka oraz jej najbliższa okolica stanowi część Rezerwatu Przyrody Rawka, zaś poniżej Starej Rawy rzeka ta staje się częścią Bolimowskiego Parku Krajobrazowego. Do rzeki tej dochodzą łąki należące do miejscowych chłopów. W ich pobliżu rosną zwykle kępy drzew, głównie olch.
W pobliżu rzeki rośnie także wiele roślin zielnych podlegających ochronie. Należą do nich m.in. bagno zwyczajne, bluszcz pospolity, konwalia majowa, marzanka wonna, rosiczka okrągłolistna, storczykowate, turówka wonna, wawrzynek wilczełyko i widłaki.
Na położonym w pobliżu wsi Raducz poligonie wojskowym niedawno jeszcze znajdowały się nietypowe dla tej części Polski stanowiska roślinności stepowej, złożonej z przede wszystkim z różnych gatunków traw, o ponadto porostów, krzewinek, wrzosów, i roślin kwiatowych, oraz występujących z rzadka krzewów, głównie żarnowców i jałowców. Obecnie jednak z powodu nieużywania przez wojsko oraz zaprzestania przez miejscową ludność hodowli, i co za tym idzie, wypasu bydła domowego na poligonie, teren ten zarósł młodym lasem sosnowo-brzozowym i zasięg poprzedniego typu roślinności został znacznie ograniczony.
Na poligonie raduckim w połowie lat 60. nakręcono część scen serialu telewizyjnego pt. Czterej pancerni i pies.

## Fauna
W lasach i zagajnikach na terenie gminy żyją sarny, zające, lisy, dziki, jeże, ryjówki (m.in. rzęsorek rzeczek – występujący w pobliżu Rawki) i inne drobniejsze ssaki. Z rzadko występują dzikie króliki, borsuki, jenoty i kuny oraz łasice. W latach 80. w pobliżu Rawki osiedlono także bobry, które w ostatnich czasach dość znacznie się rozmnożyły. W pobliżu rzeki pojawiają się także piżmaki. Sporadycznie w pobliżu wsi spotkać można także łosie i jelenie. Licznie występują nietoperze.
Z ptaków spotkać można spotkać ok. 100 gatunków, m.in. bażanty, kuropatwy, kukułki, dzięcioły i liczne gatunki ptaków śpiewających, a z ptaków drapieżnych – sokoły i sowy. W pobliżu rzeki – także dzikie kaczki, dzikie gęsi, czasem też łabędzie oraz inne ptactwo wodne. Na przyległych do Rawki łąkach – m.in. bociany (głównie białe, z rzadka także i czarne) oraz żurawie.
Ponadto na obszarze gminy żyją liczne gady (jaszczurki, zaskrońce) oraz płazy (głównie żaby i ropuchy). Te ostatnie szczególnie licznie występują na bagnach i nieopodal rzek i strumieni, a także na łąkach.
W Rawce żyje wiele gatunków ryb, a także raki oraz ślimaki.
W gminie żyją także liczne gatunki owadów: motyli, błonkówek, żuków i chrząszczy, a na terenach wilgotnych – także ważek i jętek. Najwięcej gatunków owadów (ponad 650) żyje w pobliżu Rawki.
Niektóre z gatunków zwierząt, występujących w okolicy mają niekorzystny wpływ na komfort życia ludzi. Spośród tych gatunków wyróżniają się owady: w pobliżu bagien, zwłaszcza w latach z dużymi opadami życie mieszkańcom uprzykrzają komary, ponadto co kilka lat następuje masowy wylęg os. Co kilka lat w lasach masowo pojawiają się kleszcze.

## Lokalne warunki klimatyczne
Klimat w gminie Nowy Kawęczyn nie odbiega od typowego klimatu Polski środkowej; obszar gminy leży w strefie klimatu umiarkowanego przejściowego, na granicy wpływów atlantyckich, a jako wyznaczniki można podać następujące wartości:
- średnia temperatura roczna 7–8 °C
- średnia temperatura najcieplejszego miesiąca (lipca): 18 °C
- średnia temperatura miesiąca najzimniejszego (lutego): –3,5 °C
- okres bezprzymrozkowy ok. 260 dni (średnio)
- okres wegetacyjny: 215 dni
- przeciętna długość zalegania pokrywy śnieżnej: ok. 50 dni
- liczba godzin nasłonecznienia w ciągu roku: 1680 (średnio 4,6 dziennie, przy dużych różnicach w poszczególnych porach roku)
- roczna suma opadów – 520 mm.

## Zabytki
Na terenie gminy znajdują się m.in.

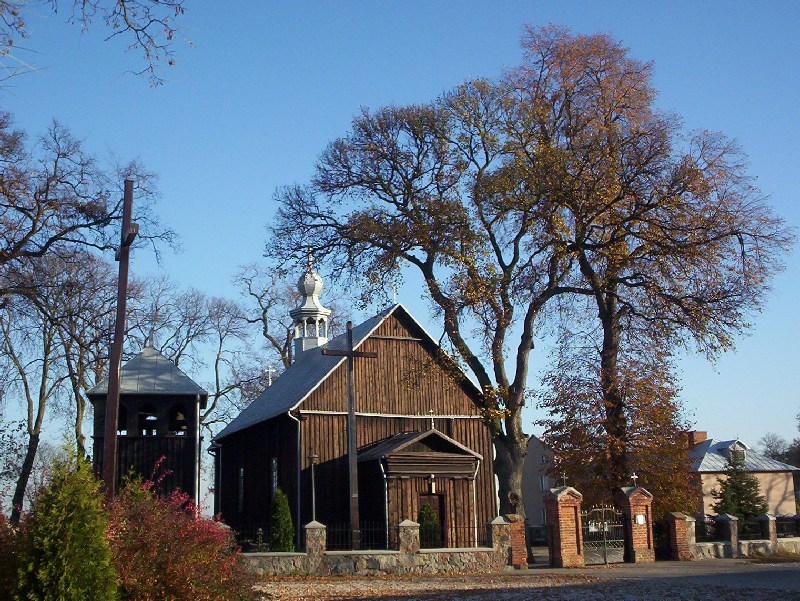
Kościół w Starej Rawie – najstarszy obiekt sakralny na terenie gminy

- Drewniany kościół pw. śś. Szymona i Judy (z 1751 r.) w Starej Rawie
- Zespół dworski w Trzciannie
- Zespół dworski w Nowym Dworze
- Zespół dworski w Suliszewie
- Dawny młyn wodny w Suliszewie (obecnie napędzany energią elektryczną).
- Wczesnośredniowieczne grodzisko w Starej Rawie z XI – XII w.

## Miejscowości wchodzące w skład gminy

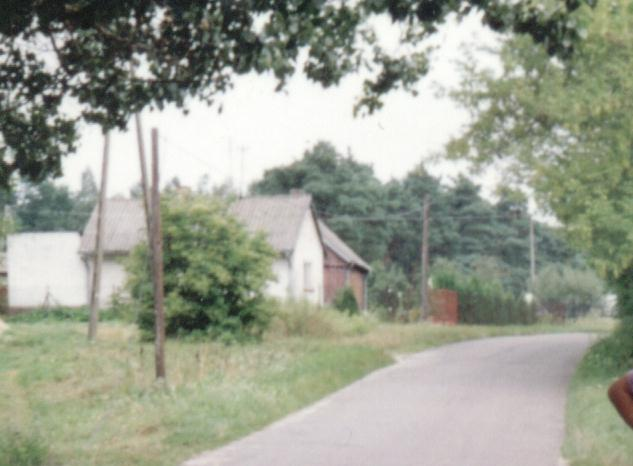
Raducz

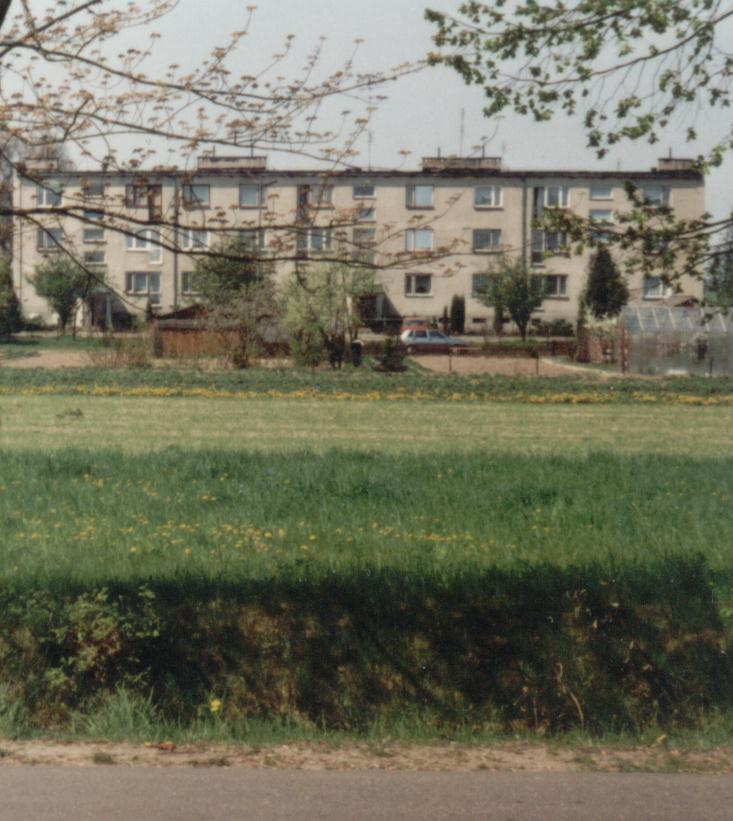
Bloki Instytutu Sadownictwa i Kwiaciarstwa w Nowym Dworze

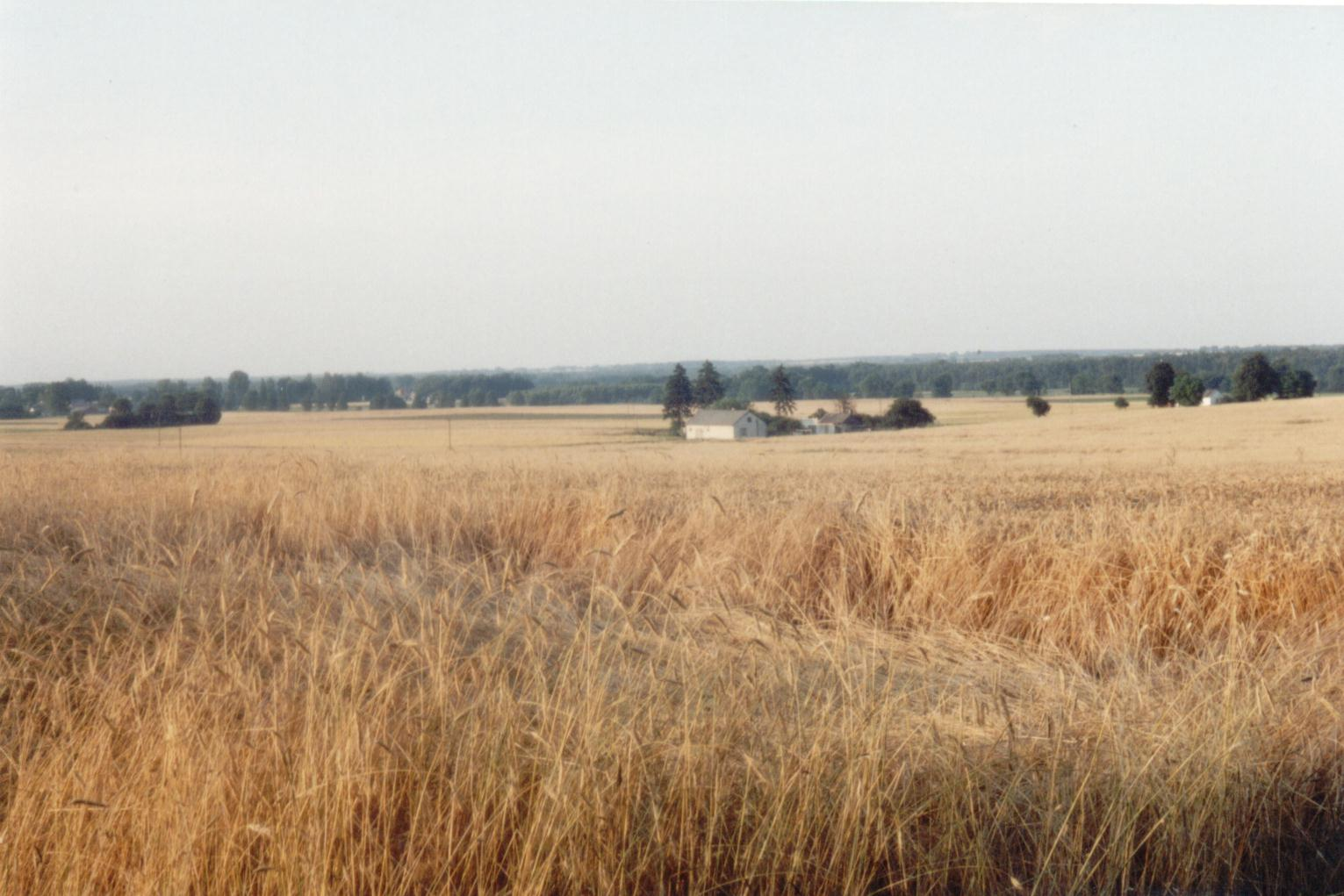
Nowy Dwór-Parcela

### Sołectwa
Adamów, Doleck, Dukaczew, Dzwonkowice, Esterka, Franciszkany, Kolonia Starorawska, Kwasowiec, Marianów, Nowy Dwór, Nowy Dwór-Parcela, Nowy Kawęczyn, Prandotów, Rawiczów, Rzędków, Stara Rawa, Stary Rzędków, Strzyboga, Suliszew, Trzcianna, Zglinna Duża, Zglinna Mała.

### Pozostałe miejscowości
Budy Trzcińskie, Helenków, Kaczorów, Kawęczyn B, Kazimierzów, Marianka, Nowa Trzcianna, Nowy Dwór (osada), Nowy Rzędków, Podfranciszkany, Podstrobów, Podtrzcianna, Psary, Raducz, Sewerynów, Ulanów.

## Sąsiednie gminy
Biała Rawska, Kowiesy, Puszcza Mariańska, Rawa Mazowiecka, Skierniewice